# DeBug

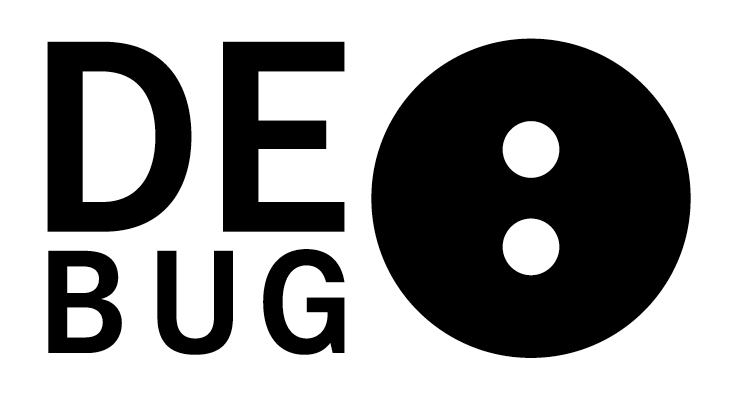
Logo von De:Bug

De:Bug war eine von 1997 bis 2014 monatlich erscheinende Zeitschrift aus Berlin, die sich „elektronischen Lebensaspekten“ widmete. Darunter verstand die Redaktion neben elektronischen Musikstilen wie Techno, Electro oder House vor allem auch das Zusammenspiel der verschiedenen Aspekte des Lebens mit moderner Technik. Techno und House wurden dabei als direktester ästhetischer Ausdruck der Digitalisierung verstanden. Das Themenspektrum der De:Bug umfasste das Internet als sozialen Raum, Web- und Interfacedesign, Netzkunst und Filesharing ebenso wie Hardware-Entwicklungen, die neusten Computerspiele sowie Software für Musiker und andere kreativ Tätige.

## Geschichte
1997 wurde De:Bug von Alexander Baumgardt, Mercedes Bunz, Jan Rikus Hillmann, Sascha Kösch, Paul Paulun, Riley Reinhold und Benjamin Weiss gegründet, die sich nach dem Konkurs der Technozeitschrift Frontpage neu formierten. Mitgründerin und Mitherausgeberin war Mercedes Bunz, die auch von 1999 bis 2001 die Chefredaktion innehatte. Weitere Mitherausgeber waren im Verlauf Jörg Clasen, Fee Magdanz und Anton Waldt.
Die erste Ausgabe erschien noch unter dem Namen Buzz, der jedoch auf Grund von Namenskonflikten zunächst in Re:Buzz und schließlich in De:Bug geändert wurde. Debuggen ist ein Fachbegriff aus der Computersprache und bedeutet im weiteren Sinne so viel wie: „Einen Fehler aufspüren und ihn beseitigen“.
Die ersten 21 Ausgaben wurden – wie bei vielen Szenezeitschriften üblich – über Anzeigen finanziert und lagen kostenlos in Plattenläden und Clubs aus, daneben waren auch Abonnements verfügbar. 1999 wurde der Vertrieb der Einzelexemplare auf den Zeitschriften- und Bahnhofsbuchhandel umgestellt. Die De:Bug war in Deutschland, Österreich, der Schweiz und in Luxemburg im Zeitschriftenhandel erhältlich.
Die Redaktion der De:Bug befand sich in Berlin-Pankow (Ortsteil Prenzlauer Berg), nah an Plattenlabels, Clubs, Internetfirmen und Modelabels. Die Autoren des Magazins waren Musikproduzenten, DJs, Radiomoderatoren, Softwaredesigner, Grafiker oder Blogger und damit selbst Teil der von De:Bug beschriebenen Kultur. Der Berliner Möbeldesigner und Konzeptkünstler Rafael Horzon hatte um die Jahrtausendwende eine Kolumne im Magazin. Zuletzt bestand die Kern-Redaktion aus Sascha Kösch, Felix Knoke, Timo Feldhaus und Jan Wehn.
Die De:Bug stach durch ihr avantgardistisches Layout heraus, das durch markante Schriftarten und das großformatige Zeitungsformat mit Zeitungspapier bis 2004 geprägt wurde. Die Zeitschrift hat für ihr Design zahlreiche Preise und Auszeichnungen erhalten wie den Red Dot Design Award für hohe Designqualität, den Award of Excellence des European Newspaper Award sowie 2008 den ersten Platz des Genre-Rankings Musik & Film des Lead Award.
Jede Ausgabe wurde von der Redaktion zum Erscheinen der folgenden Ausgabe auf der eigenen Website als PDF-Datei zur Verfügung gestellt. Auf der Website www.de-bug.de wurden tagesaktuell News und Blogeinträge in Kategorien wie Screen, Musik, Mode und Musiktechnik gepostet. Darüber hinaus war die De:Bug mit einem Webradio-Channel sowie eigenen Podcasts im Netz vertreten.
Die Auflage im Jahr 2013 betrug 25.954 Exemplare plus 2.881 Freiexemplare pro Ausgabe.
Herausgegeben wurde De:Bug von der eigenen, unabhängigen De:Bug Verlags-Gesellschaft mbH unter der Geschäftsführung von Sascha Kösch. Am 11. März 2014 kündigte Sascha Kösch an, dass die Ausgabe 181 die letzte gedruckte Ausgabe sein werde.